# Châteaurenard
Châteaurenard is een gemeente in het Franse departement Bouches-du-Rhône in de regio Provence-Alpes-Côte d'Azur. De plaats maakt deel uit van het arrondissement Arles. Op 1 januari 2022 telde Châteaurenard 16.668 inwoners.
Het wapen van de gemeente is een voorbeeld van een sprekend wapen; een burcht (Franse château) beneden een vos (Franse renard). De gemeente wordt ook soms Châteaurenard-de-Provence genoemd om haar te onderscheiden van Château-Renard in Loiret.

## Geschiedenis
Al in de 10e eeuw was Châteaurenard een heerlijkheid. Zij hadden hun kasteel op de Colline du Griffon, een heuvel die uitkijkt over de vruchtbare vlakte van de Durance. In de 12e eeuw bouwde Alfons II van Aragón als graaf van Provence het strategisch gelegen, primitieve kasteel uit tot een burcht. Zijn maitresse Jordane hield toezicht op de bouw die verschillende jaren duurde. Tegenpaus Benedictus XIII ontvluchtte in 1403 Avignon waar hij gedurende vijf jaar had geleefd als gevangene binnen zijn paleis dat belegerd werd op bevel van van koning Karel VI van Frankrijk. Hij vluchtte naar de overzijde van de Durance en vestigde zich tijdelijk in Châteaurenard.
Na de Franse Revolutie werd het kasteel in 1792 deels afgebroken. In de 19e eeuw was de economie nog bijna volledig gericht op de landbouw. Het landbouwareaal kon uitbreiden dankzij het indijken van de Durance, die ervoor regelmatig overstroomde. Er werden groenten en fruit geteeld voor de markt van Avignon maar ook van verder gelegen plaatsen als Lyon. Aan het einde van de 19e eeuw ontstond een tweede bewoningskern buiten het oude centrum, het Quartier de la Crau, dat in 1926 al 1.140 inwoners telde.

## Geografie
De oppervlakte van Châteaurenard bedraagt 34,95 vierkante kilometer; Op 1 januari 2022 was de bevolkingsdichtheid 476,9 inwoners per km². De Durance vormt de gemeentegrens en ook de grens met het departement Vaucluse in het noorden. Aan de overzijde van de rivier ligt Avignon.
De onderstaande kaart toont de ligging van Châteaurenard met de belangrijkste infrastructuur en aangrenzende gemeenten.

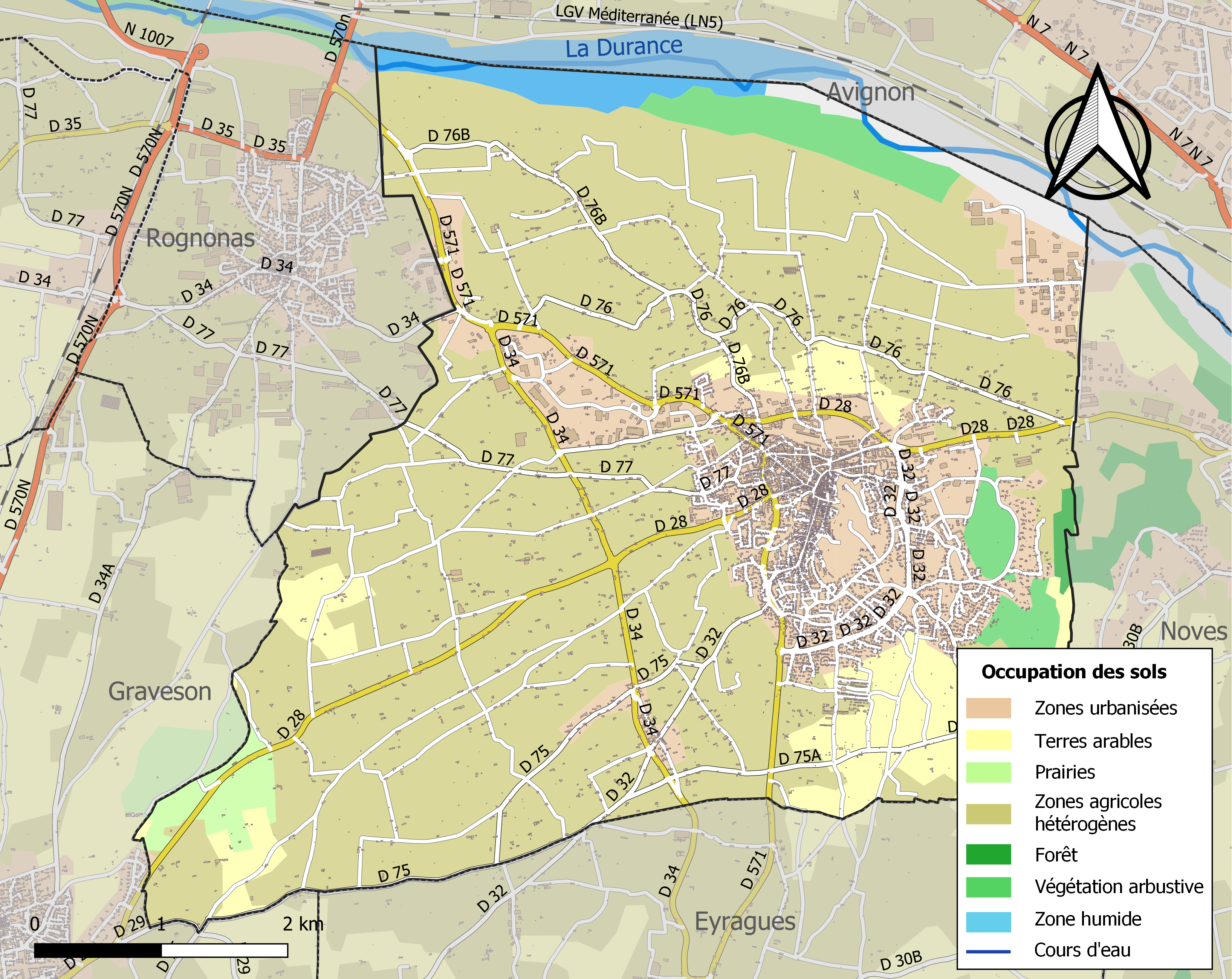

## Demografie
In 1820 telde de gemeente 3.816 inwoners, in 1851 5.339 inwoners en in 1921 8.638 inwoners. Onderstaande figuur toont het verloop van het inwonertal.
Vanwege een beveiligingsprobleem met de MediaWiki Graph-software is het momenteel niet mogelijk deze grafiek weer te geven. Zodra de software is bijgewerkt zal de grafiek vanzelf weer zichtbaar worden.

## Afbeeldingen

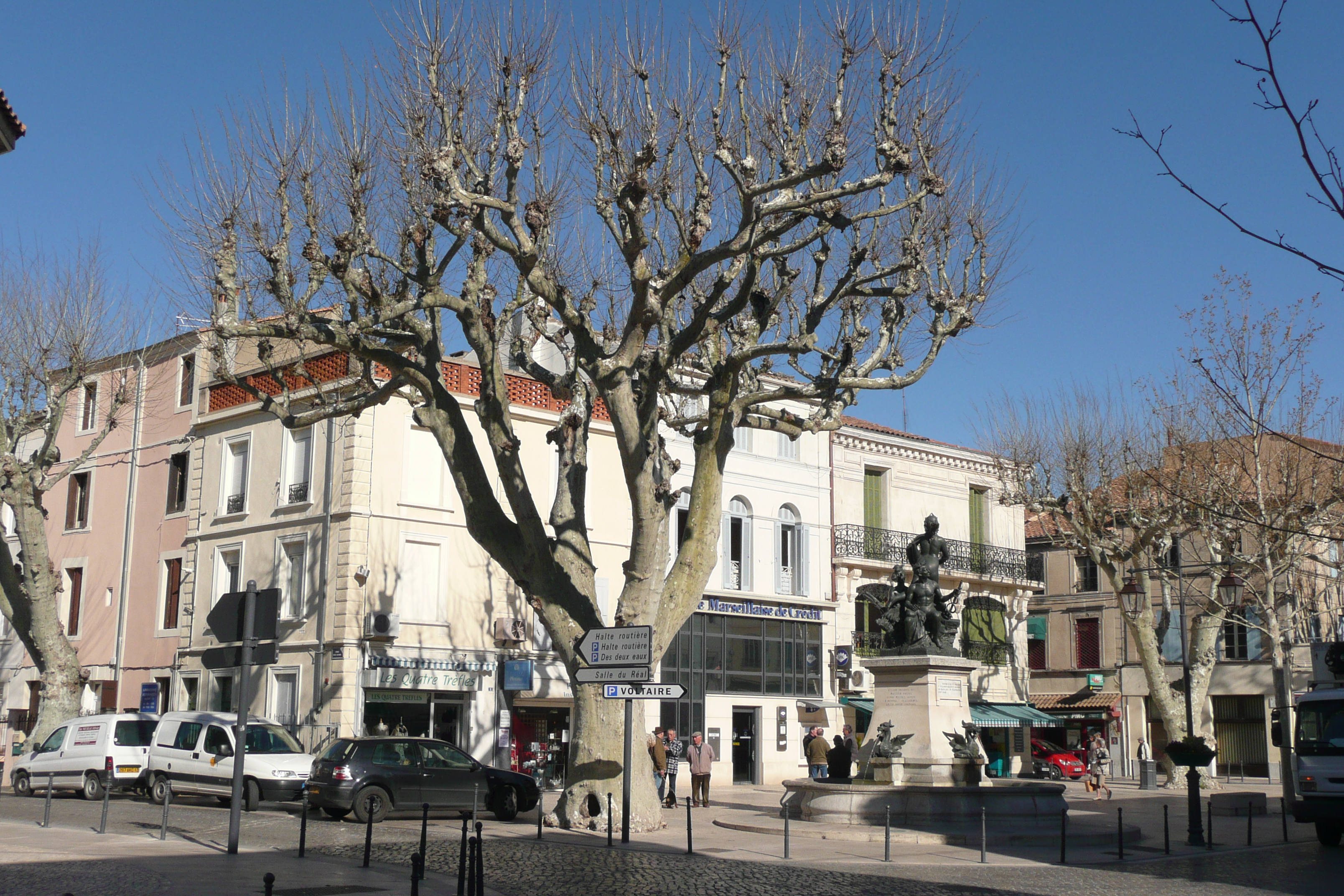
Centrum
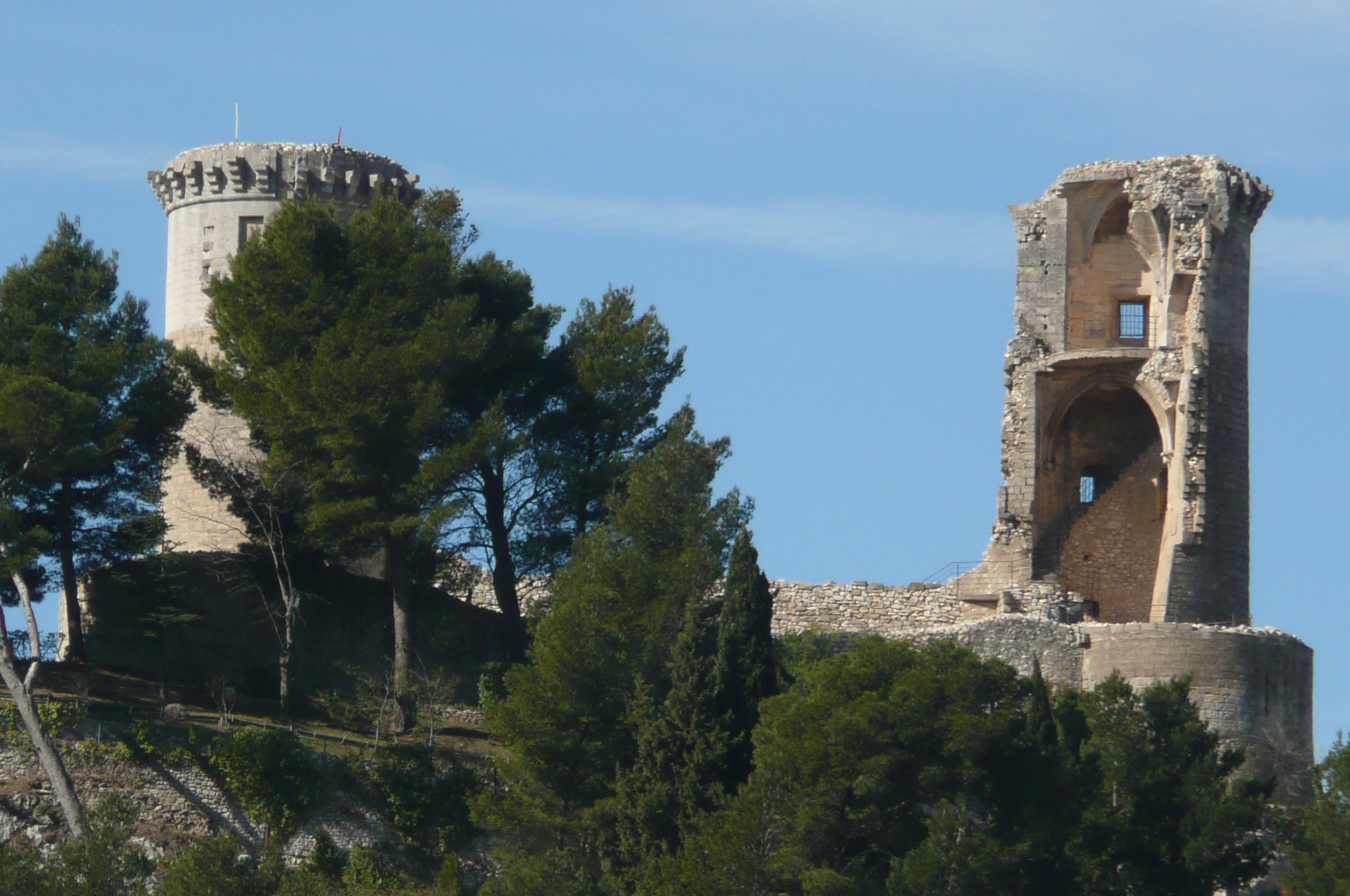
Kasteelruïne
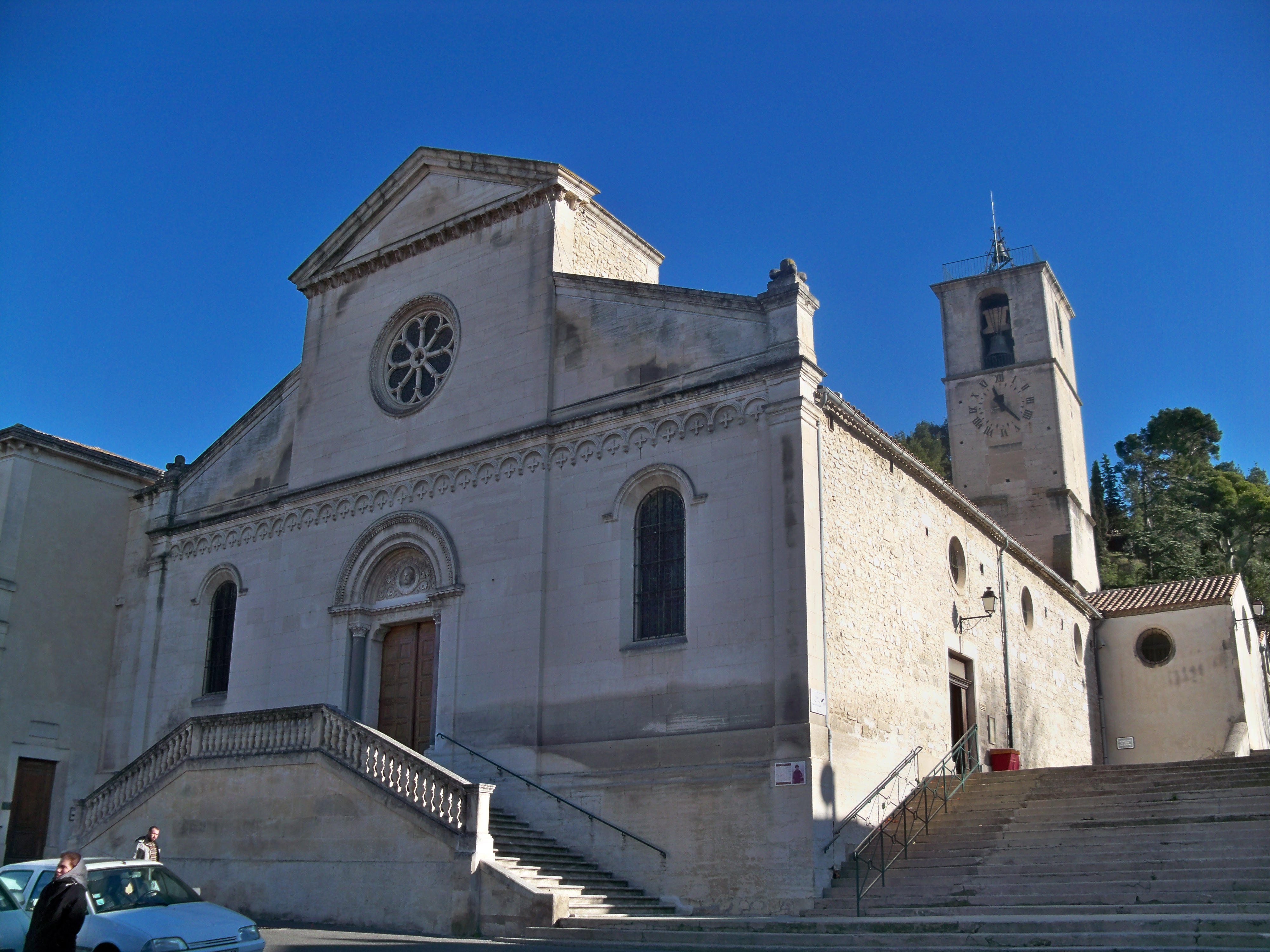
Kerk Saint-Denys

Barbentane · Boulbon · Cabannes · Châteaurenard · Eyragues · Graveson · Maillane · Mollégès · Noves · Plan-d'Orgon · Rognonas · Saint-Andiol · Saint-Pierre-de-Mézoargues · Tarascon · Verquières